# 北西戦線 (ソ連軍)
北西戦線（ロシア語: Северо-Западный фронт、北西方面軍、北西正面軍とも）は、第二次世界大戦中（独ソ戦初期～中期）にソ連北西部に設置された赤軍の方面軍級部隊である。

## 概要
独ソ戦勃発の1941年6月22日、沿バルト特別軍管区の部隊（第8軍、第11軍、第27軍、管区航空隊）に基づき創設。その後、第1打撃軍、第3打撃軍、第4打撃軍、第34軍、第48軍、第53軍、第27軍（再建）、第68軍、第22軍、第1戦車軍、第6航空軍、特別軍集団（指揮官：M.ホジン中将）、ノヴゴロド軍集団が配属された。
1941年の防衛戦において、戦線部隊は撃破され、縦深450kmまで後退した。同年8月、スタロドゥブスクおよびノヴゴロド・チュドフスク方面で戦闘行動を行い、9月、デミャンスク郊外で敵の攻勢を撃退した。
1941年～1942年の冬季攻勢中、戦線左翼部隊（1942年1月22日からカリーニン戦線）は、トロペツ・ホルムスク作戦を行い、その結果、約250kmに渡って前進し、南方からはデミャンスクを、北方からはルジェフ－ヴャゼムスクを奪取した。
同時期、戦線右翼部隊は、スタラヤ・ルーサ郊外で攻撃を行い、デミャンスク地区で敵集団を包囲・撃滅した。1942年2月末までに、スタラヤ・ルーサとデミャンスクの敵集団は分断され、ドイツ第6師団は包囲された。
1942年の冬の終わり、北西戦線は、ロヴァチ川に進出した後、スタラヤ・ルーサ南方及び南東部の敵の右岸橋頭堡を撃滅した。
1943年11月20日、11月15日付最高司令部スタフカの命令に基づき、北西戦線は解散され、その野戦機関はスタフカ予備に移された。

## 編制
- 第8軍 - 1941年6月22日～8月19日。北部戦線に移管
- 第11軍 - 1941年6月22日から
- 第27軍 - 1941年6月22日から。後に再建
- 第1打撃軍
- 第3打撃軍
- 第4打撃軍
- 第34軍
- 第48軍 - 1941年8月19日に北部戦線に移管
- 第53軍
- 第68軍
- 第22軍
- 第1戦車軍
- 第6航空軍
- 特別軍集団（指揮官：M.ホジン中将）、
- ノヴゴロド軍集団

## 指揮官
司令官：
1. フョードル・クズネツォフ大将（1941年6月～7月）
2. P.ソベンニコフ少将（1941年7月～8月）
3. パーヴェル・クロチキン中将（1941年8月～1942年10月）
4. セミョーン・ティモシェンコソ連邦元帥（1942年10月～1943年3月）
5. イワン・コーネフ大将（1943年3月～6月）
6. パーヴェル・クロチキン中将（1943年6月～11月）

軍事会議議員：
1. P.ディブロフ軍団委員（1941年6月）
2. V.ボガトキン軍団委員（1941年7月～1943年5月）
3. F.ボコフ中将（1943年5月～11月）

参謀長：
1. P.クレノフ中将（1941年6月）
2. ニコライ・ヴァトゥーチン中将（1941年6月～1942年5月）
3. I.シュレミン少将（1942年5月～8月）
4. M.シャローヒン中将（1942年8月～10月）
5. V.ズロビン中将（1942年10月～1943年3月）
6. A.ボゴリュボフ中将（1943年3月～11月）
7. P.イゴルキン少将（1943年11月）